# Троицкое (Карасукский район)
Троицкое — село в Карасукском районе Новосибирской области. Административный центр Троицкого сельсовета.

## География
Площадь села — 108 гектаров

## История
Основано в 1908 году. В 1928 г. посёлок Троицкий состоял из 101 хозяйства, основное население — украинцы. Центр Троицкого сельсовета Андреевского района Славгородского округа Сибирского края. Образовалось после слияния двух соседних деревень Рыбаки и Прилоги.
Среди жителей окрестных деревень посёлок известен тем, что в 1921-22 годах жители деревни Рыбаки (сейчас часть Троицкого) после скоропостижной кончины купца Ивана Лаврентьевича Сорокина в середине 1921 года, безжалостно разграбили родовую усадьбу семьи Сорокиных, которая находилась в соседней деревне Сорочиха, в которой после смерти мужа осталась управлять хозяйством его жена Татьяна с двумя сыновьями. Как упоминается в выпуске от 2007.05.12 газеты «Советская Сибирь» в статье под заголовком «От усадьбы одно только имя» авторства Людмилы Павленко, местные долгожители окрестных деревень в 2007 году вспоминали, как мужики из Рыбаков, которые «не работали, и перебивались изредка заработками», резали перины, что пух стоял в воздухе, крушили мебель и домашнюю утварь, а усадьбу растащили по брёвнышку, вероятно, в поиске золота купца Сорокина.

## Население
| 2002 | 2007 | 2010 |
| ---- | ---- | ---- |
| 559  | ↗603 | ↘600 |

## Инфраструктура
В селе по данным на 2007 год функционируют 1 учреждение здравоохранения, 2 образовательных учреждения.

## Факты
Вблизи Троицкого находится биологический стационар Института систематики и экологии животных СО РАН.